# 語音報時
語音報時(Repeater) 原是為盲人或無光源而設計的時鐘或手表。在機械錶複雜功能方面，主要為二問和三問或者其他較為特殊的多種報時方式，為其報時方式為按下問時掣，錶便可針對時、刻及分(二問錶只報時刻)發出不同音階聲響報時。
機械錶報時的方式，為利用音錘來敲擊音簧發聲，以發出不同音高作為報時的方式，以百達翡麗的三問機械錶為例，早上十點五十分則發出低音十響(時)，高音與低音各三響(刻)，高音五響(分)，若鐘錶以24小時制報時，則按照24小時制的方式來報時（例如下午兩點，報小時的部分則為敲14響），以此方式即可在不能目視的環境下，便可得知時間。
機械錶報時依照品牌與鐘錶發展史的不同，報時的方式亦有不同：
- 二問錶(Quarter repeater)：僅報時與刻的鐘錶。
- 三問錶(Minute repeater)：為最常見的報時方式，報時方式分別為「時、刻、每分」
- 十分三問錶(Decimal repeater)：類似一般三問錶，但報時方式與順序為「時、每十分、每分」
- 五分問錶(Five-minute repeater)：報時順序為「時、每五分」
- 半刻錶(Half-quarter repeater)：報時順序為「時、每半刻」，半刻即為7分鐘半，在18世紀中葉前較常見的懷錶報時方式，後來在1750年左右因為三問報時的問世而被取代，現較少見。
- 自鳴錶(Grande sonnerie)：每過固定的時間會自動報時的手錶，種類通常分為大自鳴(Grand Strike)與小自鳴(Small Strike)，亦可在不使用的時候靜音。
- 無聲報時錶(Dumb repeater)：與一般報時表的運作原理相同，但並非以音錘敲擊音簧的方式報時，而是單以錘敲擊錶身發出振動，多為便於視覺障礙者在安靜的場合（例如劇場或會議室）獲得時間資訊。

而機械錶報時所使用的音錘，通常是兩個或三個，亦有四個音錘或以上的錶款，用以在刻的部分奏出複雜旋律。
擁有報時功能的機械錶，通常為複雜功能或超複雜功能的機械錶，價格亦非常昂貴。
而語音報時的電子錶相對便宜，其透過語音合成的方式，只要按下按鈕，便能以不同的語言將時間讀出。